# 20 september
20 september is de 263ste dag van het jaar (264ste dag in een schrikkeljaar) in de Gregoriaanse kalender. Hierna volgen nog 102 dagen tot het einde van het jaar.

## Gebeurtenissen
- Algemeen

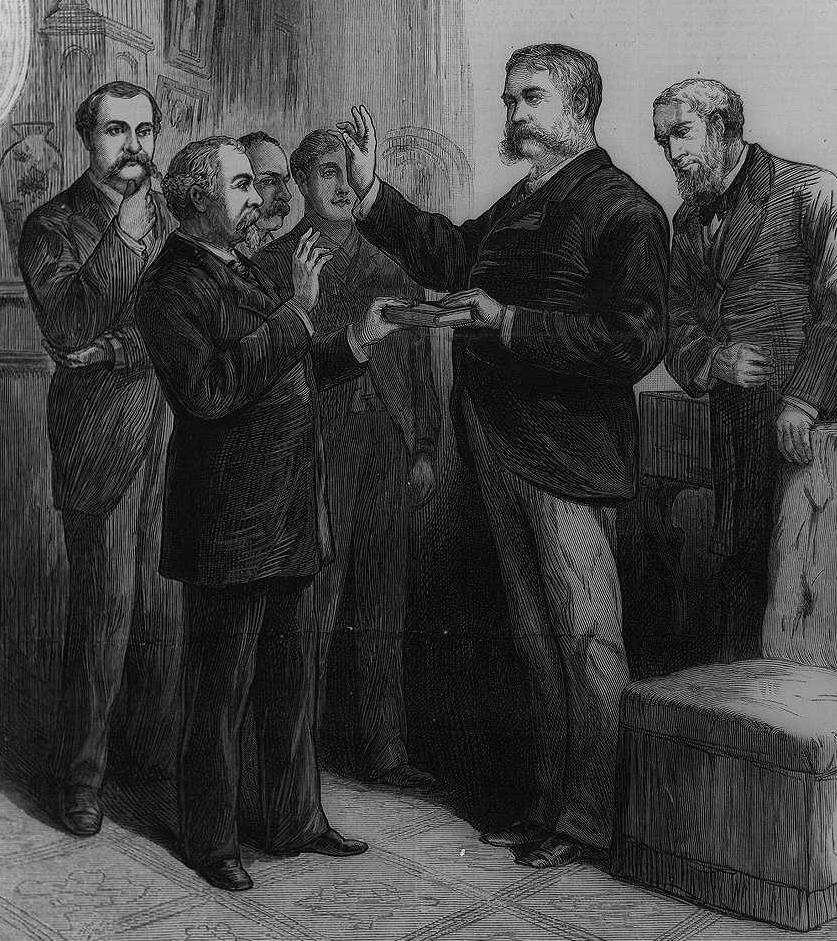
Inauguratie van Chester A. Arthur, 1881

  - 1371 – Johan I van Nassau-Weilburg wordt opgevolgd door zijn zoon Filips I van Nassau-Weilburg.
  - 1924 – In Duitsland wordt het Gotische schrift officieel vervangen door het Latijnse.
  - 1982 – Een tornado vernietigt de dorpskern van Léglise, een dorp in de Belgische provincie Luxemburg.
  - 2018 – Bij een treinongeluk in Oss komen 4 jonge kinderen om het leven. De trein botste met een stint, er zijn ook 2 personen zwaar gewond geraakt.
- Criminaliteit en veiligheid
  - 1994 – De vroegere Italiaanse minister van binnenlandse zaken, Antonio Gava, in de jaren tachtig een van de machtigste politici binnen de regerende christendemocratische partij, wordt gearresteerd op verdenking van nauwe samenwerking met de Camorra, de Napolitaanse versie van de maffia.
- Kunst en cultuur
  - 1946 – Eerste Filmfestival van Cannes.
  - 2021 – Componist Ruud Bos ontvangt de Buma Oeuvre Award Multimedia 2021.
- Media
  - 1984 – Lancering van de krant "24 uur" in Vlaanderen; een tabloïd volksdagblad dat al op 26 oktober van datzelfde jaar haar uitgave moet staken; "24 uur" werd zwaar geboycot door de dagbladverkopers die het niet namen dat het dagblad ook buiten hun circuit gedistribueerd werd.
  - 2003 – Veronica keert terug op televisie onder SBS Broadcasting BV.
- Politiek
  - 1567 – Hertog van Alva stelt de Raad van Beroerten in.
  - 1644 – Shunzhi, Keizer van China, verplaatst de hoofdstad van Shenyang naar Peking.
  - 1697 – De Vrede van Rijswijk wordt getekend.
  - 1850 – Slavenhandel wordt afgeschaft in het Amerikaanse District of Columbia.
  - 1870 – De Inname van Rome beëindigt de Kerkelijke Staat.
  - 1881 – Chester A. Arthur legt de eed af als 21ste President van de Verenigde Staten.
  - 1966 – De installatie van het Boerenpartij-Eerste Kamerlid Hendrik Adams, die omstreden is vanwege zijn oorlogsverleden, leidt tot een handgemeen tussen hem en VVD-collega Jan Baas. Adams treedt korte tijd later af.
  - 1978 – Premier John Vorster van Zuid-Afrika maakt zijn aftreden bekend.
  - 1988 – In de Birmese hoofdstad Rangoon woedt een bloedige strijd tussen militairen en demonstranten, waarbij volgens schattingen binnen 48 uur na de staatsgreep van generaal Saw Maung al 400 tot 500 doden zijn gevallen.
  - 1988 – De nieuwe machthebber van Haïti, generaal Prosper Avril, stelt een kabinet samen met vrijwel uitsluitend burgers na de staatsgreep van jonge soldaten en onderofficieren van twee legereenheden.
  - 1989 – De burgeroorlog in Somalië breidt zich uit naar het noorden van Kenia, waar honderden Somalische regeringstroepen bij het stadje Liboi, op Keniaas grondgebied, een satellietstation aanvallen en vier Keniase politieagenten doden.
- Sport
  - 1910 – Oprichting van de Portugese voetbalclub Club Sport Marítimo.
  - 1925 – Oprichting van de Paraguayaanse voetbalclub Independiente Foot-Ball Club.
  - 1969 – Anatoli Bondartsjoek scherpt in Athene het wereldrecord kogelslingeren (74,52 meter) van Romuald Klim aan tot 74,68 meter.
  - 1978 – In het eerste optreden sinds de verloren finale van het WK voetbal wint Nederland in Nijmegen met 3-0 van IJsland in de kwalificatiereeks voor het EK voetbal 1980.
  - 1979 – Oprichting van de Poolse voetbalclub Górnik Łęczna.
  - 2000 – Zwemster Inge de Bruijn verbetert bij de Olympische Spelen in Sydney haar eigen wereldrecord op de 100 meter vrije slag met drie honderdste van een seconde: van 53,80 naar 53,77.
  - 2000 – Oud-discuswerpster María Urrutia wint als gewichthefster de eerste gouden olympische medaille ooit voor Colombia.
  - 2017 – Tom Dumoulin wint als eerste Nederlandse wielrenner ooit de titel op de individuele tijdrit bij de WK wielrennen in Bergen.
  - 2017 – Zaterdaghoofdklasser AVV Swift uit Amsterdam zorgt voor een verrassing in de eerste ronde van de strijd om de KNVB Beker door titelhouder Vitesse na strafschoppen uit te schakelen.
  - 2021 – Ellen van Dijk is wereldkampioen op de tijdrit geworden in België, net voor de Zwitserse Marlen Reusser. De Nederlandse Annemiek van Vleuten komt ook niet aan tijd van haar landgenote en pakt de derde plaats.[1]
  - 2023 – De Britse wielrenner Joshua Tarling wint de tijdrit bij de Europese Kampioenschappen wielrennen in de Nederlandse provincie Drenthe. De Zwitser Stefan Bissegger legt beslag op de tweede plaats, net voor de Belg Wout van Aert. Tarling legt zijn tijdrit af met een nog nooit eerder op een EK gereden gemiddelde snelheid van 56,7 kilometer per uur.[2]
- Wetenschap en technologie
  - 1519 – Ferdinand Magellaan begint zijn reis rond de wereld.
  - 1839 – De eerste Nederlandse spoorweg, tussen Haarlem en Amsterdam, wordt in gebruik genomen.
  - 1932 – De naam Zuiderzee wordt officieel gewijzigd in IJsselmeer.
  - 1952 – Alfred Hershey en Martha Chase tonen aan dat DNA erfelijk materiaal bevat.
  - 1970 – De Loena-16 verkenner landt op de Maan.[3]
  - 1976 – Koning Boudewijn opent het eerste stuk metro in België, elf kilometer in Brussel.
  - 1991 – Bij Lelystad wordt een windmolenpark van 35 molens officieel in gebruik genomen.
  - 2017 – Categorie 4 orkaan Maria raast over Puerto Rico en richt grote schade aan op het eiland maar de schade aan de radiotelescoop in het Arecibo observatorium blijft beperkt.[4]
  - 2021 – Na 23 jaar afwezigheid is er weer een walrus gesignaleerd in Nederland. In de Waddenzee vlak bij Schiermonnikoog werd hij gespot.
  - 2023 – Lancering van een Falcon 9 raket van SpaceX vanaf Kennedy Space Center Lanceercomplex 40 voor de Starlink group 6-17-missie met 22 Starlink-satellieten.[5]

## Geboren

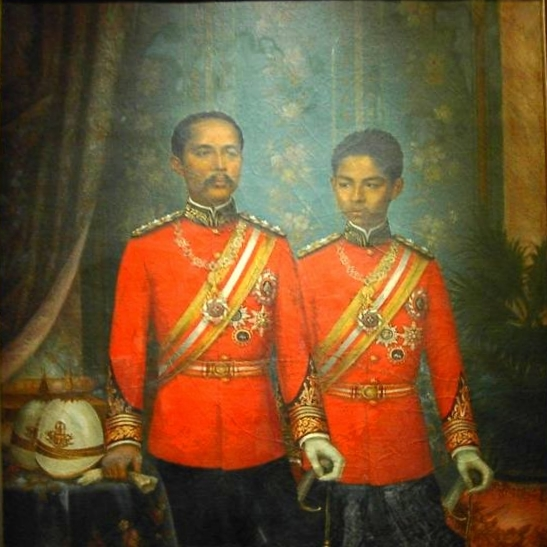
Rama V (L),
geboren in 1853

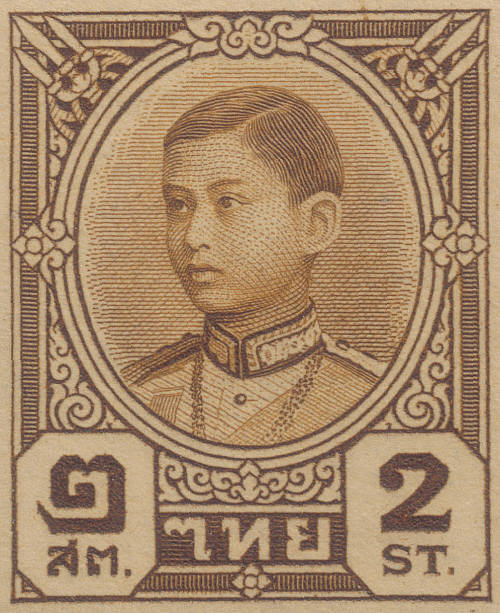
Rama VIII,
geboren in 1925

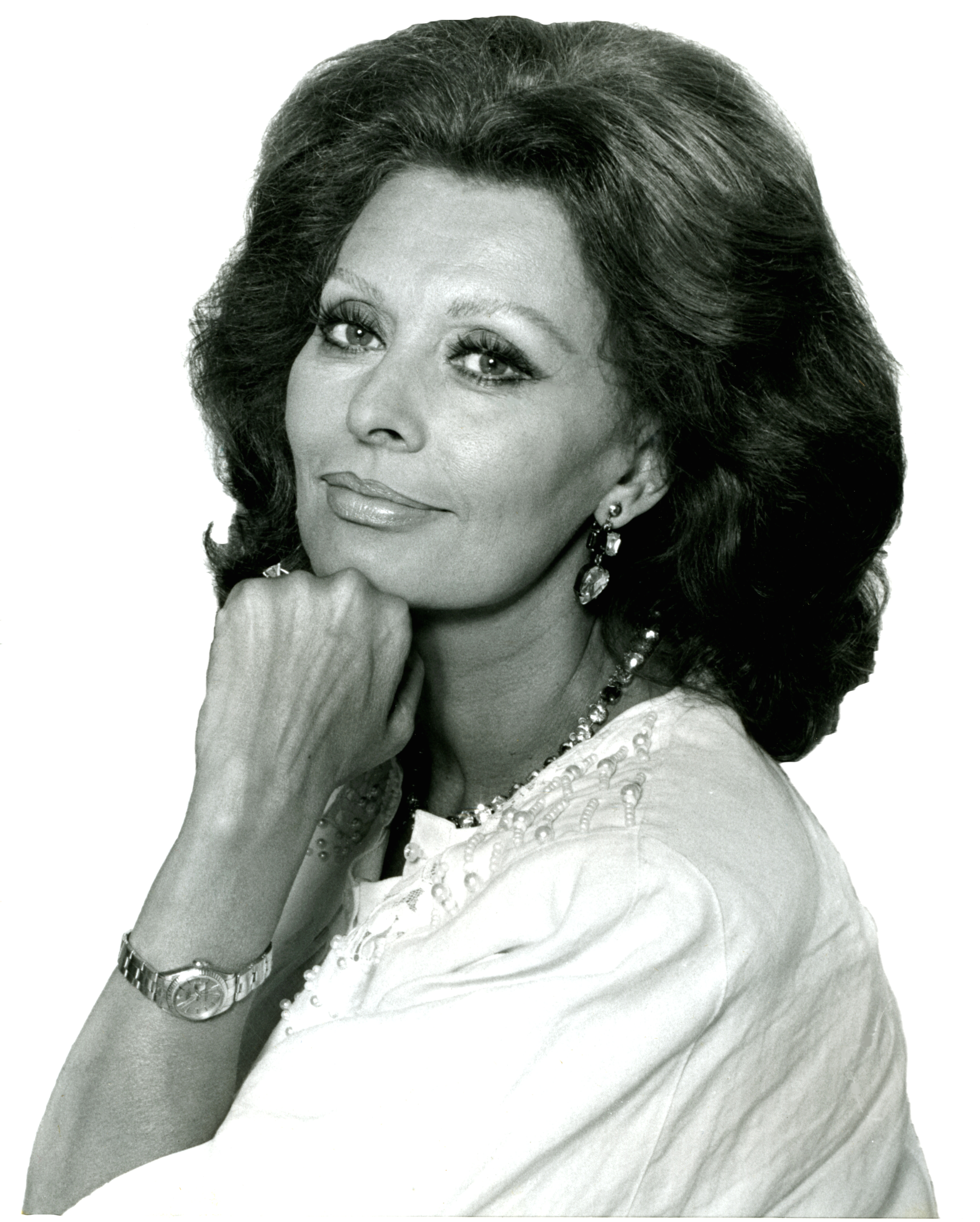
Sophia Loren,
geboren in 1934

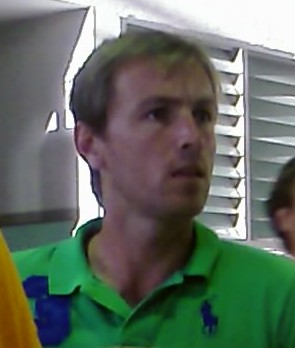
Richard Witschge,
geboren in 1969

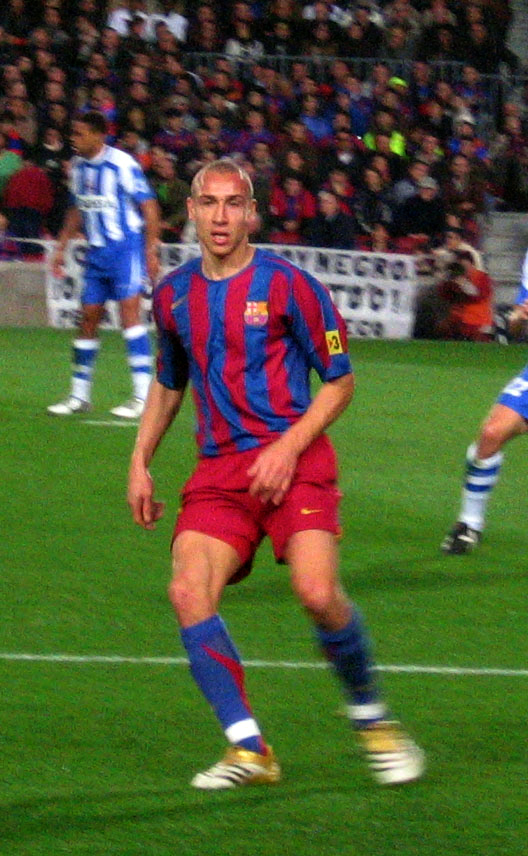
Henrik Larsson,
geboren in 1971

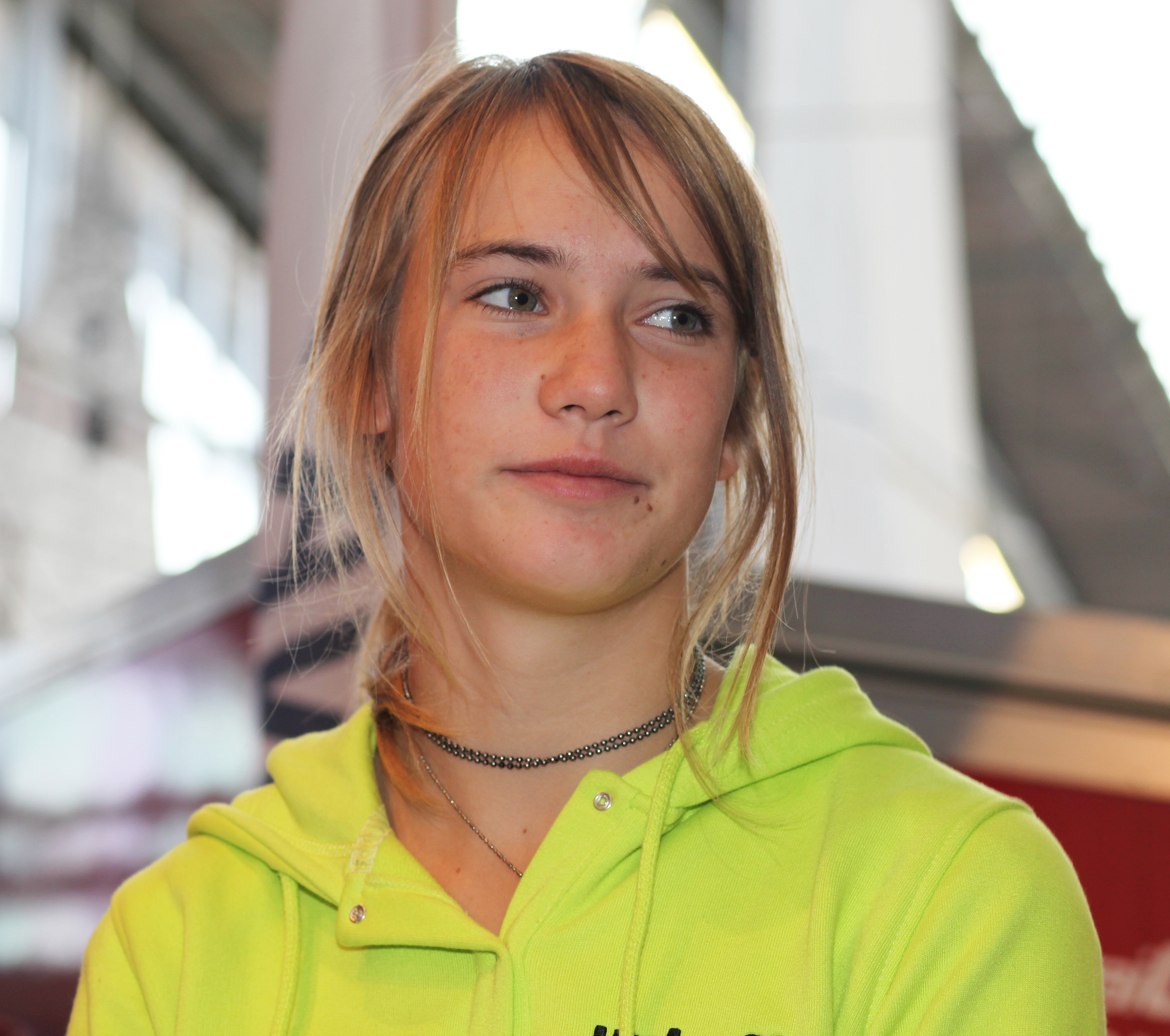
Laura Dekker,
geboren in 1995

- 1504 – Filips III van Nassau-Weilburg, graaf van Nassau-Weilburg (overleden 1559)
- 1778 – Fabian Gottlieb von Bellingshausen, Russisch ontdekkingsreiziger (overleden 1852)
- 1826 – Frederik Willem Jacob van Aylva van Pallandt, Nederlands politicus (overleden 1906)
- 1830 – Yoshida Shoin, Japans diplomaat (overleden 1859)
- 1842 – James Dewar, Brits uitvinder van de thermosfles (overleden 1923)
- 1853 – Chulalongkorn (Rama V), koning van Thailand (overleden 1910)
- 1859 – Cyriel Buysse, Belgisch schrijver (overleden 1932)
- 1869 – Marcel Cachin, Frans communistisch politicus en journalist (overleden 1958)
- 1872 – Maurice Gamelin, Frans opperbevelhebber (overleden 1958)
- 1875 – Matthias Erzberger, Duits politicus (overleden 1921)
- 1877 – Armand Marsick, Belgisch componist, violist en dirigent (overleden 1959)
- 1878 – Upton Sinclair, Amerikaans schrijver (overleden 1968)
- 1880 – Ildebrando Pizzetti, Italiaans componist (overleden 1968)
- 1882 – Ossip Bernstein, Oekraïens schaker (overleden 1962)
- 1883 – Teofisto Guingona sr., Filipijns bestuurder en politicus (overleden 1963)
- 1885 – Enrico Mizzi, Maltees nationalistisch politicus, premier van Malta (overleden 1950)
- 1890 - Erwin Gohrbandt, medicus en hoogleraar (overleden 1965)
- 1891 – Henk Hemsing, Nederlands schoonspringer (overleden 1971)
- 1893 – Hans Scharoun, Duits architect (overleden 1972)
- 1896 – Friedrich Sämisch, Duits schaker (overleden 1975)
- 1898 – Josefa Llanes-Escoda, Filipijns maatschappelijk werkster, oorlogsheld en suffragette (overleden 1945)
- 1899 – Leo Strauss, Amerikaans filosoof (overleden 1973)
- 1900 – Willem Visser 't Hooft, Nederlands theoloog en eerste secretaris-generaal van de Wereldraad van Kerken (overleden 1985)
- 1905 – Abe Coleman, Pools-Amerikaans professioneel worstelaar (overleden 2007)
- 1912: Johannes Wardenier, Nederlandse uitvinder (overleden 1960)
- 1914 – Marcel Kint, Belgisch wielrenner (overleden 2002)
- 1914 – Francis Steinmetz, Nederlands militair (overleden 2006)
- 1916 – Rudolf-August Oetker, Duitse ondernemer (overleden 2007)
- 1917 – Fernando Rey, Spaans acteur (overleden 1994)
- 1918 – Horace Gould, Brits autocoureur (overleden 1968)
- 1925 – Justo Gallego Martínez, Spaans monnik en architect (overleden 2021)
- 1925 – Koning Rama VIII of Ananda Mahidol van Thailand (overleden 1946)
- 1926 – Frédéric Bastet, Nederlands archeoloog, kunsthistoricus, schrijver, essayist, dichter en biograaf (overleden 2008)
- 1927 – John Dankworth, Brits jazzcomponist, saxofonist en klarinettist (overleden 2010)
- 1927 – Goos Kamphuis, Nederlands journalist (overleden 1974)
- 1929 – Anne Meara, Amerikaans actrice (overleden 2015)
- 1929 – Joe Temperley, Schots jazzmuzikant (overleden 2016)
- 1930 – Eddie Bo, Amerikaans jazzmuzikant (overleden 2009)
- 1931 – Haya Harareet, Israëlisch actrice (overleden 2021)
- 1934 – Sophia Loren, Italiaans actrice
- 1934 – Daan Netten, Nederlands voetballer (overleden 2021)
- 1936 – Salvador Reyes, Mexicaans voetballer (overleden 2012)
- 1937 – Monica Zetterlund, Zweeds zangeres en actrice (overleden 2005)
- 1939 – Walter Soethoudt, Belgisch schrijver en uitgever
- 1940 – Richard McDermott, Amerikaans schaatser (overleden 2023)
- 1940 – Atie Voorbij, Nederlands zwemster (overleden 2024)
- 1942 – Robbe De Hert, Belgisch filmregisseur (overleden 2020)
- 1942 – William Finley, Amerikaans acteur (overleden 2012)
- 1943 – Sani Abacha, Nigeriaans militair en politicus (overleden 1998)
- 1943 – Marjon Brandsma, Nederlands actrice (overleden 2024)
- 1943 – Roek Williams (Roek Willemze), Nederlands zanger (overleden 2005)
- 1944 – Thomas Phillip O'Neill III, Amerikaans politicus en ondernemer
- 1944 – Jan Steinhauser, Nederlands roeier (overleden 2022)
- 1945 – Nico Dewalque, Belgisch voetballer
- 1946 – Marc Chavannes, Nederlands journalist (overleden 2024)
- 1947 – Mia Martini, Italiaans zangeres (overleden 1995)
- 1948 – George R.R. Martin, Amerikaans auteur
- 1948 – Chuck Panozzo, Amerikaans muzikant
- 1949 – Carlos Babington, Argentijns voetballer
- 1949 – Jan Hendriks, Nederlands gitarist
- 1950 – Charlie Aptroot, Nederlands politicus
- 1951 – Henk Hofstede, Nederlands muzikant
- 1951 – Guy Lafleur, Canadees ijshockeyer (overleden 2022)
- 1951 – Javier Marías, Spaans schrijver (overleden 2022)
- 1952 – Jos Geysels, Belgisch politicus
- 1952 – Grażyna Rabsztyn, Pools atlete
- 1953 – Noël Legros, Belgisch atleet
- 1954 – James Moloney, Australisch kinderboekenschrijver
- 1955 – Georg Christoph Biller, Duits dirigent (overleden 2022)
- 1955 – José Rivero, Spaans golfer
- 1956 – Gary Cole, Amerikaans acteur
- 1956 – Elisabeth Theurer, Oostenrijks amazone
- 1957 – Henryk Bolesta, Pools voetballer
- 1958 – Arn Anderson, Amerikaans worstelaar
- 1958 – Melchert Kok, Nederlands atleet
- 1958 – Norbert Meier, Duits voetbalcoach
- 1958 – Remigius Valiulis, Sovjet-Litouws atleet (overleden 2023)
- 1959 – Danny Devos, Belgisch kunstenaar
- 1959 – José Milton Melgar, Boliviaans voetballer en politicus
- 1959 – Lesley Thompson, Canadees stuurvrouw bij het roeien
- 1959 – Kaat Tilley, Belgisch modeontwerpster (overleden 2012)
- 1961 – José Reyes Baeza, Mexicaans politicus
- 1961 – Erwin Koeman, Nederlands voetballer en voetbaltrainer
- 1962 – Fionnuala Sherry, Iers violiste
- 1964 – Maggie Cheung, Chinees actrice
- 1964 – Ingrid Verbruggen, Belgisch atlete
- 1965 – Poul-Erik Høyer Larsen, Deens badmintonner
- 1966 – Nuno Bettencourt, Amerikaans gitarist
- 1966 – Anne Schot, Nederlands botanicus en taxonoom
- 1966 – Ron Willems, Nederlands voetballer
- 1967 – Mônica Rodrigues, Braziliaans beachvolleyballer
- 1967 – Jarmo Saastamoinen, Fins voetballer
- 1967 – Miguel Sanabria, Colombiaans wielrenner (overleden 2006)
- 1967 – George Morel, Amerikaanse houseproducer
- 1968 – Van Jones, Amerikaans politiek commentator, auteur en jurist
- 1968 – Ben Shepherd, Amerikaans muzikant
- 1969 – Erick E (Erick Eerdhuizen), Nederlands dj
- 1969 – Richard Witschge, Nederlands voetballer
- 1970 – Gert Verheyen, Belgisch voetballer
- 1971 – Henrik Larsson, Zweeds voetballer
- 1973 – Mohammed Allach, Marokkaans-Nederlands voetballer en technisch directeur
- 1973 – Miroslav Hýll, Slowaaks voetballer
- 1973 – Andrei Kivilev, Kazachs wielrenner (overleden 2003)
- 1973 – Joanne Pavey, Brits atlete
- 1975 – Juan Pablo Montoya, Colombiaans autocoureur
- 1975 – Asia Argento, Italiaans actrice
- 1976 – Denis Šefik, Servisch waterpoloër
- 1977 – Namie Amuro, Japans zangeres
- 1977 – Jon Inge Høiland, Noors voetballer
- 1977 – Yusuke Imai, Japans schaatser
- 1977 – The-Dream (Terius Youngdell Nash), Amerikaans zanger, songwriter en muziekproducent
- 1978 – Sebastian Stahl, Duits autocoureur
- 1978 – Sarit Hadad, Israëlisch zangeres
- 1979 – Maarten Steendam, Nederlands nieuwslezer en presentator
- 1979 – Wilfried Tevoedjre, Benins zwemmer
- 1980 – Vladimir Karpets, Russisch wielrenner
- 1980 – Robert Koren, Sloveens voetballer
- 1980 – Gustav Larsson, Zweeds wielrenner
- 1982 – Mathew Belcher, Australisch zeiler
- 1983 – Clara Sanchez, Frans baanwielrenster
- 1983 – Jonathan Walters, Iers voetballer
- 1984 – Pieter Derks, Nederlands cabaretier
- 1985 – Ryan Joyce, Engels darter
- 1986 – Alexandra Putra, Frans zwemster
- 1987 – Reza Ghoochannejhad, Iraans-Nederlands voetballer
- 1987 – Alex Pullin, Australisch snowboarder (overleden 2020)
- 1987 – Olha Savtsjoek, Oekraïens tennisspeelster
- 1987 – Blake Young, Amerikaans motorcoureur
- 1989 – Stefan Wilson, Brits autocoureur
- 1990 – Marta Tomac, Noors handbalster
- 1991 – Torgeir Bergrem, Noors snowboarder
- 1992 – Dylan Borlée, Belgisch atleet
- 1992 – Peter Prevc, Sloveens schansspringer
- 1993 – Julian Draxler, Duits voetballer
- 1995 – Laura Dekker, Nederlands solozeilster
- 1995 – Rob Holding, Engels voetballer
- 1996 – Magda Balsam, Pools handbalster
- 1996 – Hwang In-beom, Zuid-Koreaans voetballer
- 1996 – Ivo Lopes, Portugees motorcoureur
- 1998 – Marco Arop, Canadees atleet
- 1998 – Khairul Idham Pawi, Maleisisch motorcoureur
- 1999 – Giuliano Alesi, Frans autocoureur
- 1999 – Ingebjørg Saglien Bråten, Noors schansspringer
- 1999 – Daniel Oturu, Amerikaans basketballer
- 2001 – Federico Burdisso, Italiaans zwemmer
- 2001 – Sakarias Løland, Noors wielrenner
- 2001 – Julia Pereira de Sousa-Mabileau, Frans snowboardster
- 2005 - Emma Keuven, Nederlands YouTuber en actrice
- 2005 – Liam Sceats, Nieuw-Zeelands autocoureur

## Overleden

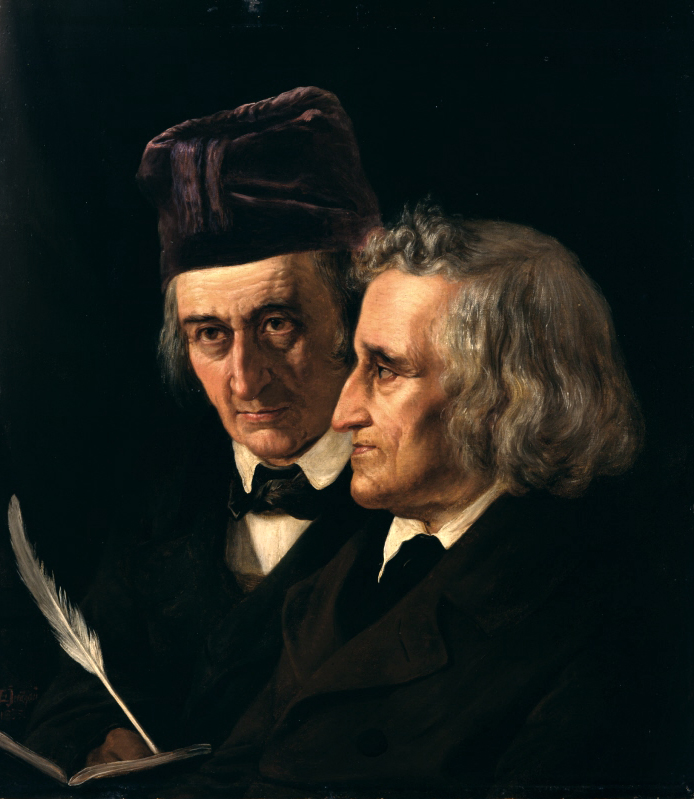
Jacob Grimm (r.),
overleden in 1863

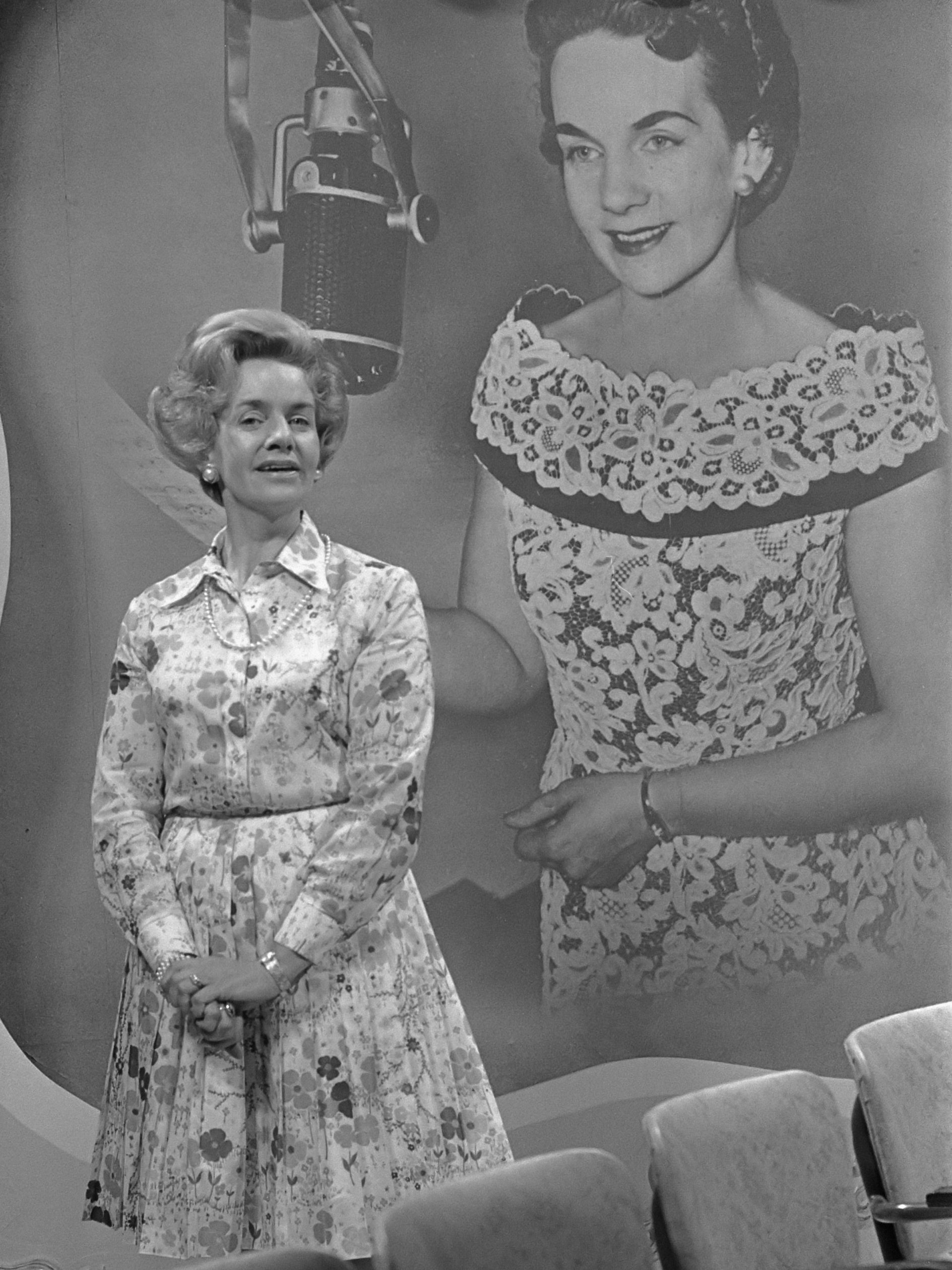
Truusje Koopmans,
overleden in 2003

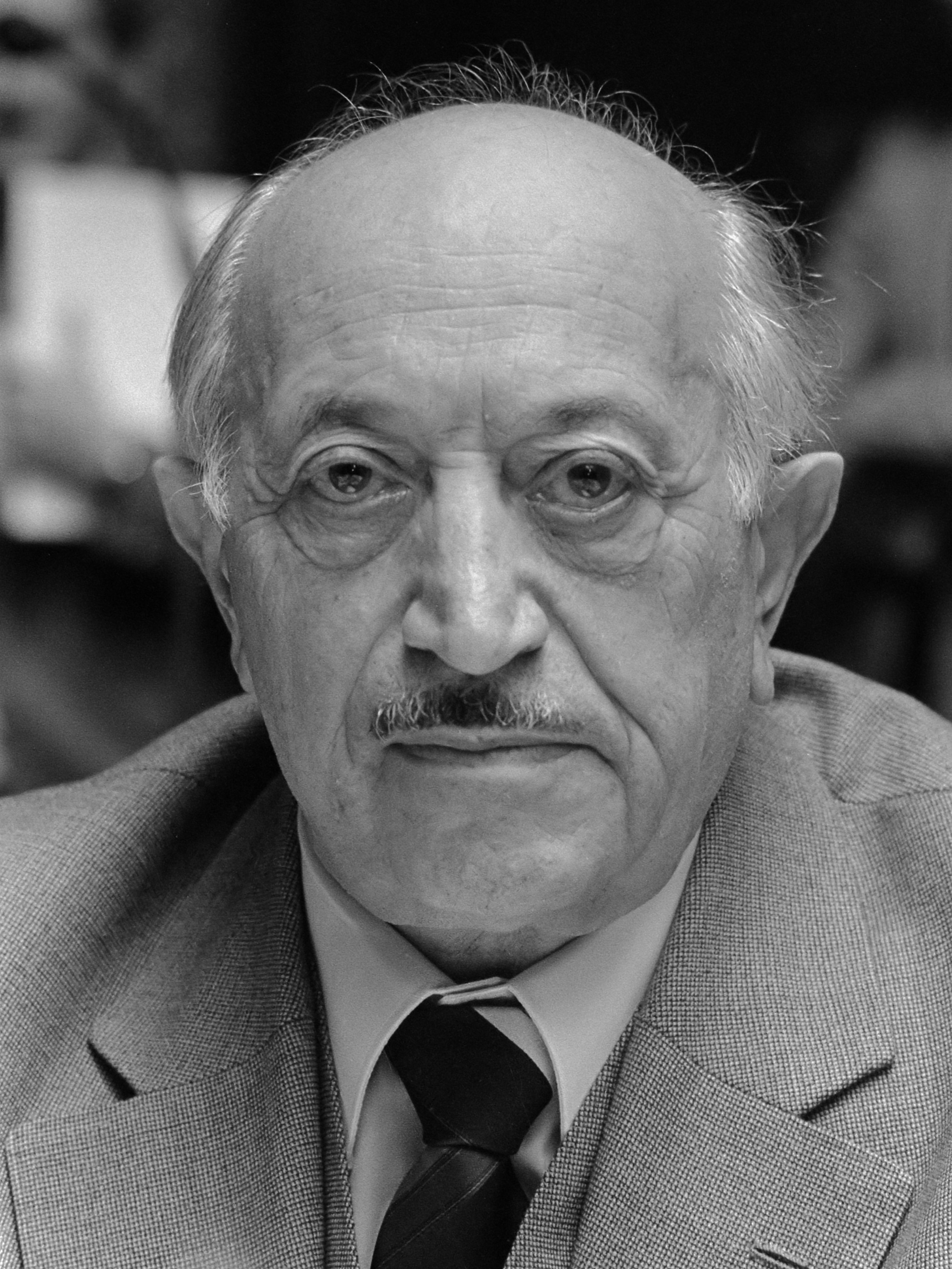
Simon Wiesenthal,
overleden in 2005

- 1085 – Herman II van Lotharingen (ca. 36), paltsgraaf van Lotharingen
- 1371 – Johan I van Nassau-Weilburg (~62), graaf van Nassau-Weilburg
- 1384 – Lodewijk I van Anjou (45), hertog van Anjou
- 1440 – Frederik I (68), keurvorst van Brandenburg
- 1460 – Gilles Binchois (ca. 60), Belgisch priester en componist
- 1501 – Agostino Barbarigo (?), doge van Venetië
- 1590 – Robert Garnier (ca. 45), Frans dichter
- 1613 – Willem Hessels van Est (ca. 71), Nederlands theoloog.
- 1763 – Gabriela Silang (32), Filipijns rebellenleidster
- 1810 – Wouter Johannes van Troostwijk (28), Nederlands kunstschilder
- 1839 – Thomas Bibb (56), Amerikaans politicus
- 1863 – Jacob Grimm (78), Duits taalkundige
- 1887 – Pieter Johannes Hamer (74), Nederlands architect
- 1898 – Theodor Fontane (78), Duits schrijver
- 1908 – Pablo de Sarasate (64), Spaans violist en componist
- 1918 – Erik Bernadotte (29), prins van Zweden
- 1923 – Ferdinand Avenarius (66), Duits dichter en activist
- 1933 – Annie Besant (85), Brits feministe
- 1938 – Anna Maria Tauscher (83), Duits zalige, stichteres van de Karmelietessen van het Goddelijk Hart van Jezus
- 1942 – Kārlis Ulmanis (65), president van Letland
- 1944 – Samuël Swarts (27), Nederlands verzetsstrijder
- 1952 – Bill Schindler (43), Amerikaans autocoureur
- 1957 – Jean Sibelius (91), Fins componist
- 1965 – Arthur Holmes (75), Brits geoloog
- 1971 – George Seferis (71), Grieks dichter
- 1973 – Jim Croce (30), Amerikaans zanger en liedjesschrijver
- 1973 – Ben Webster (64), Amerikaans jazz-saxofonist
- 1975 – Saint-John Perse (88), Frans schrijver en Nobelprijswinnaar
- 1976 – Johan Boskamp (85), Nederlands acteur
- 1980 – Josias Braun-Blanquet (96), Zwitsers botanicus
- 1983 – Ángel Labruna (64), Argentijns voetballer
- 1989 – Richie Ginther (59), Amerikaans autocoureur
- 1993 – Erich Hartmann (71), Duits oorlogsvlieger
- 1994 – Jule Styne (88), Amerikaans componist
- 1995 – Franz de Voghel (91), Belgisch politicus
- 1995 – Hans Mondt (54), Nederlands radiopresentator
- 1996 – Paul Erdős (83), Hongaars wiskundige
- 1996 – Berry Esselink (52), Nederlands politicus
- 1997 – Max Heymans (79), Nederlands couturier
- 1999 – Raisa Gorbatsjova (67), vrouw van de Sovjet-leider Michail Gorbatsjov
- 1999 – Willy Millowitsch (90), Duits toneelspeler
- 2000 – Sam van Embden (95), Nederlands stedenbouwkundige
- 2000 – German Titov (65), Russisch ruimtevaarder
- 2001 – Marcos Pérez Jiménez (87), dictator van Venezuela
- 2002 – Sergej Bodrov jr. (30), Russisch acteur en filmregisseur
- 2003 – Truusje Koopmans (76), Nederlands zangeres
- 2004 – Brian Clough (69), Engels voetballer en manager
- 2004 – Nordin Ben Salah (32), Marokkaans-Nederlands bokser
- 2005 – Simon Wiesenthal (96), Oostenrijks speurder naar nazioorlogsmisdadigers
- 2006 – Sven Nykvist (83), Zweeds cameraman van filmregisseur Ingmar Bergman
- 2007 – Anton Blok (87), Nederlands atleet
- 2010 – Prudent Bettens (67), Belgisch voetballer
- 2010 – Fud Leclerc (86), Belgisch zanger
- 2011 – Burhanuddin Rabbani (71), Afghaans politicus
- 2011 – Per Unckel (63), Zweeds politicus
- 2011 – Robert Whitaker (71), Brits fotograaf
- 2012 – Fortunato Baldelli (77), Italiaans kardinaal
- 2013 – Ton Aarts (77), Nederlands burgemeester
- 2014 – Polly Bergen (84), Amerikaans actrice
- 2014 – Pino Cerami (92), Italiaans-Belgisch wielrenner
- 2014 – Peter de Clercq Zubli (81), Nederlands architect
- 2014 – Anton-Günther van Oldenburg (91), Duits hertog
- 2014 – George Sluizer (82), Nederlands filmregisseur en -producent
- 2014 – Erwin Sparendam (80), Surinaams-Nederlands voetballer
- 2015 – Jack Larson (87), Amerikaans acteur en filmproducent
- 2015 – Jaap Verkerk (75), Nederlands burgemeester
- 2016 – Peter Leo Gerety (104), Amerikaans bisschop
- 2016 – Curtis Hanson (71), Amerikaans scenarioschrijver en regisseur
- 2017 – Wolfram Arnthof (80), Duits voetballer
- 2017 – Hans Sleeuwenhoek (78), Nederlands journalist en tv-presentator
- 2017 – Claude Van Marcke (48), Belgisch burgemeester
- 2018 – Edmundo Abaya (89), Filipijns bisschop
- 2019 – Yonrico Scott (63), Amerikaans muziekproducer
- 2019 – Frans Van Looy (69), Belgisch wielrenner
- 2021 – Jacques De Caluwé (87), Belgisch voetballer
- 2021 – Jan Jindra (89), Tsjecho-Slowaaks roeier
- 2021 – Aloys Jousten (83), Belgisch geestelijke
- 2021 – Claude Lombard (76), Belgisch zangeres
- 2021 – Helmut Oberlander (97), Sovjet-Duits holocaustpleger
- 2023 – Ruth Fuchs (76), Duits atlete en politica
- 2023 – Erwin Olaf (64), Nederlands fotograaf
- 2023 – Odilon Polleunis (80), Belgisch voetballer
- 2024 – Terry Agerkop (84), Surinaams taekwondoka en etnomusicoloog
- 2024 – Rolf Bak (81), Nederlands mariene bioloog
- 2024 – Henriette Beukers-Lenselink (86), Nederlands publiciste, uitgever en ondernemer
- 2024 – Kathryn Grant (90), Amerikaans actrice
- 2024 – Sayuri (28), Japans singer-songwriter

## Viering/herdenking
- Rooms-katholieke kalender:
  - Heiligen Martelaren van Korea: onder andere Andreas Kim Taegon († 1846) en Paulus Chong Hasang († 1839) – Gedachtenis
  - Heilige Eusebia (van Saint-Cyr) († 731)
  - Heilige Eustachius (van Rome) († 118)
  - Heilige Filippa († 3e eeuw)
  - Zaligen Kartuizers-Martelaren: o.a. Jean Davy en Thomas Johnson († 1527)
  - Zalige Anna Maria Tauscher († 1938)
  - Zalige Warin van Corvey († 856)
- Oosters-orthodoxe kalender:
  - Heilige Eustathius van Thessaloniki († c. 1195)

## Weerextremen

### Nederland
| | Officiële records | Officiële records | Officiële records |      | Landelijke records | Landelijke records | Landelijke records        |
| Gebeurtenis | Jaar              | Extreem           | Locatie           | Jaar | Extreem            | Locatie            |                           |
| --- | ----------------- | ----------------- | ----------------- | ---- | ------------------ | ------------------ | ------------------------- |
| Laagste etmaalgemiddelde temperatuur (°C) | 1919              | 8,1               | De Bilt           |      | 1952               | 7,6                | Eelde, Eindhoven, Twenthe |
| Hoogste etmaalgemiddelde temperatuur (°C) | 2018              | 19,7              | De Bilt           |      | 2003               | 21,9               | Maastricht                |
| Laagste minimumtemperatuur (°C) | 1962              | 1,8               | De Bilt           |      | 1965               | −3,5               | Twenthe                   |
| Hoogste minimumtemperatuur (°C) | 2023              | 16,5              | De Bilt           |      | 2018               | 18,1               | Wijk aan Zee              |
| Laagste maximumtemperatuur (°C) | 1994              | 12,1              | De Bilt           |      | 1919               | 10,8               | De Kooy                   |
| Hoogste maximumtemperatuur (°C) | 2003              | 27,4              | De Bilt           |      | 2003               | 31,2               | Maastricht                |
| Hoogste uurgemiddelde windsnelheid (m/s) | 1930              | 14,4              | De Bilt           |      | 1930               | 21,6               | De Kooy                   |
| Hoogste windstoot (m/s) | 1954              | 21,1              | De Bilt           |      | 1981               | 26,8               | IJmuiden                  |
| Langste zonneschijnduur (uur) | 1903              | 12,3              | De Bilt           |      | 1903               | 12,3               | De Bilt                   |
| Langste neerslagduur (uur) | 1994              | 14,9              | De Bilt           |      | 1994               | 20,6               | Rotterdam                 |
| Hoogste etmaalsom van de neerslag (mm) | 1936              | 21,5              | De Bilt           |      | 1960               | 43,4               | Vlissingen                |
| Laagste etmaalgemiddelde relatieve vochtigheid (%) | 1904              | 56                | De Bilt           |      | 2003               | 50                 | Maastricht                |
| Laagste uurwaarde luchtdruk op zeeniveau (hPa) | 1946              | 990,3             | De Bilt           |      | 1946               | 986,0              | Vlissingen                |
| Hoogste uurwaarde luchtdruk op zeeniveau (hPa) | 1998              | 1035,3            | De Bilt           |      | 1998               | 1036,8             | Hoorn Terschelling        |
| Officiële records worden altijd gemeten op het KNMI-weerstation in De Bilt. Landelijke records kunnen worden gemeten op elk officieel KNMI-weerstation in Nederland. |                   |                   |                   |      |                    |                    |                           |

Uitzonderlijke gebeurtenissen
- 1926 - Laatste officiële warme dag van het jaar (maximumtemperatuur ≥ 20 °C in De Bilt)
- 1926 - Laatste officiële zomerse dag van het jaar (maximumtemperatuur ≥ 25 °C in De Bilt)
- 1945 - Laatste officiële warme dag van het jaar (maximumtemperatuur ≥ 20 °C in De Bilt)
- 1965 - Landelijk maandrecord laagste minimumtemperatuur in °C van september gemeten in Deelen: −3,5
- 1980 - Laatste officiële zomerse dag van het jaar (maximumtemperatuur ≥ 25 °C in De Bilt)
- 1993 - Laatste officiële warme dag van het jaar (maximumtemperatuur ≥ 20 °C in De Bilt)

### België
Dagrecords
- 1952 - Laagste etmaalgemiddelde temperatuur 8,2 °C
- 1926 - Hoogste etmaalgemiddelde temperatuur 23,3 °C
- 1952 - Laagste minimumtemperatuur 3,1 °C
- 2019 - Hoogste maximumtemperatuur 39.7 °C
- 1960 - Hoogste etmaalsom van de neerslag 48 mm. Dit is de natste dag ooit in de maand september.

Uitzonderlijke gebeurtenissen
- 1947 - Warmste september-decade van de eeuw: 21,5 °C.
- 1952 - Koudste september-decade van de eeuw in Ukkel: gemiddelde temperatuur 10,9 °C.
- 1952 - Minimumtemperatuur ten zuiden van Samber en Maas: −0,9 °C op de Baraque Michel (Jalhay) en −1,4 °C in Rochefort.
- 1959 - In Ukkel geen druppel regen gedurende 30 dagen, tussen 22 augustus en 20 september.
- 1960 - 80 mm neerslag in Gentbrugge (Gent).
- 1982 - Zware tornado in het centrum van Léglise, in de provincie Luxemburg. Enorme schade: meer dan de helft van alle huizen van het dorp zijn beschadigd en een kerk en een 10-tal woningen zijn totaal verwoest.
- 2003 - De maximumtemperatuur loopt op tot 32,2°C in Angleur (Luik).

<< · 1 · 2 · 3 · 4 · 5 · 6 · 7 · 8 · 9 · 10 · 11 · 12 · 13 · 14 · 15 · 16 · 17 · 18 · 19 · 20 · 21 · 22 · 23 · 24 · 25 · 26 · 27 · 28 · 29 · 30 · >>